# Франко Андріяшевич
Франко Андріяшевич (хорв. Franko Andrijašević; нар. 22 червня 1991, Спліт) — хорватський футболіст, півзахисник китайського клубу «Чжецзян». Грав за національну збірну Хорватії.

## Клубна кар'єра
Народився 22 червня 1991 року в місті Спліт. Вихованець футбольної школи клубу «Хайдук» з рідного. Дорослу футбольну кар'єру розпочав 2009 року в основній команді того ж клубу, в якій провів два сезони, але закріпитися в основній команді не зумів, взявши участь лише у 8 матчах чемпіонату. Через це влітку 2011 року Франка було віддано в оренду в клуб Другої ліги «Дугопольє», де він грав до кінця року. Після повернення в «Хайдук» (Спліт) Андріяшевич став основним гравцем команди і у сезоні 2012/13 до поміг команді виграти Кубок Хорватії.
18 червня 2014 року Франко перейшов у «Динамо» (Загреб), але до кінця року зіграв лише у 10 матчах чемпіонату, тому на початку 2015 року був відданий в оренду в клуб «Локомотива» і за півтора сезони відіграв за загребських «локомотивів» 42 матчі в національному чемпіонаті.
Сезон 2016/17 відіграв у складі «Рієки», а влітку 2017 став гравцем бельгійського «Гента». Провів у складі цієї команди півтора сезони, після чого на початку 2019 року був орендований до клубу «Васланд-Беверен», а за півроку повернувся на батьківщину, також на умовах оренди знову ставши гравцем «Рієки».

## Виступи за збірні
2006 року дебютував у складі юнацької збірної Хорватії. У складі збірної до 19 років взяв участь у юнацькому Євро-2010, на якому забив по голу у ворота іспанців (1:2) і португальців (5:0), а Хорватія дійшла до півфіналу. Всього взяв участь у 55 іграх на юнацькому рівні, відзначившись 8 забитими голами.
Протягом 2009—2011 років залучався до складу молодіжної збірної Хорватії. На молодіжному рівні зіграв у 8 офіційних матчах.
6 лютого 2013 року дебютував в офіційних матчах у складі національної збірної Хорватії в товариській грі проти збірної Південної Кореї (4:0), замінивши на 65 хвилині Огнєна Вукоєвича. Згодом 2017 року провів ще дві гри у футболці збірної.
| Дата      | Місто   | Господарі | Результат          | Гості          | Турнір           | Голи | Примітки |
| --------- | ------- | --------- | ------------------ | -------------- | ---------------- | ---- | -------- |
| 6-2-2013  | Лондон  | Хорватія  | 4 – 0              | Південна Корея | товариський матч | -    | 65'      |
| 11-1-2017 | Наньнін | Чилі      | 1 – 1 (4 - 1 п.п.) | Хорватія       | Кубок Китаю      | 1    | 90'      |
| 14-1-2017 | Наньнін | КНР       | 1 – 1 (4 - 3 п.п.) | Хорватія       | Кубок Китаю      | -    | 46'      |
| Усього    |         | Матчів    | 3                  |                | Голів            | 1    |          |

## Титули і досягнення
- Чемпіон Хорватії (1):

«Рієка»: 2016-17
- Володар Кубка Хорватії (3):

«Хайдук»: 2012-13
«Рієка»: 2016-17, 2019-20